# Amazonomachie

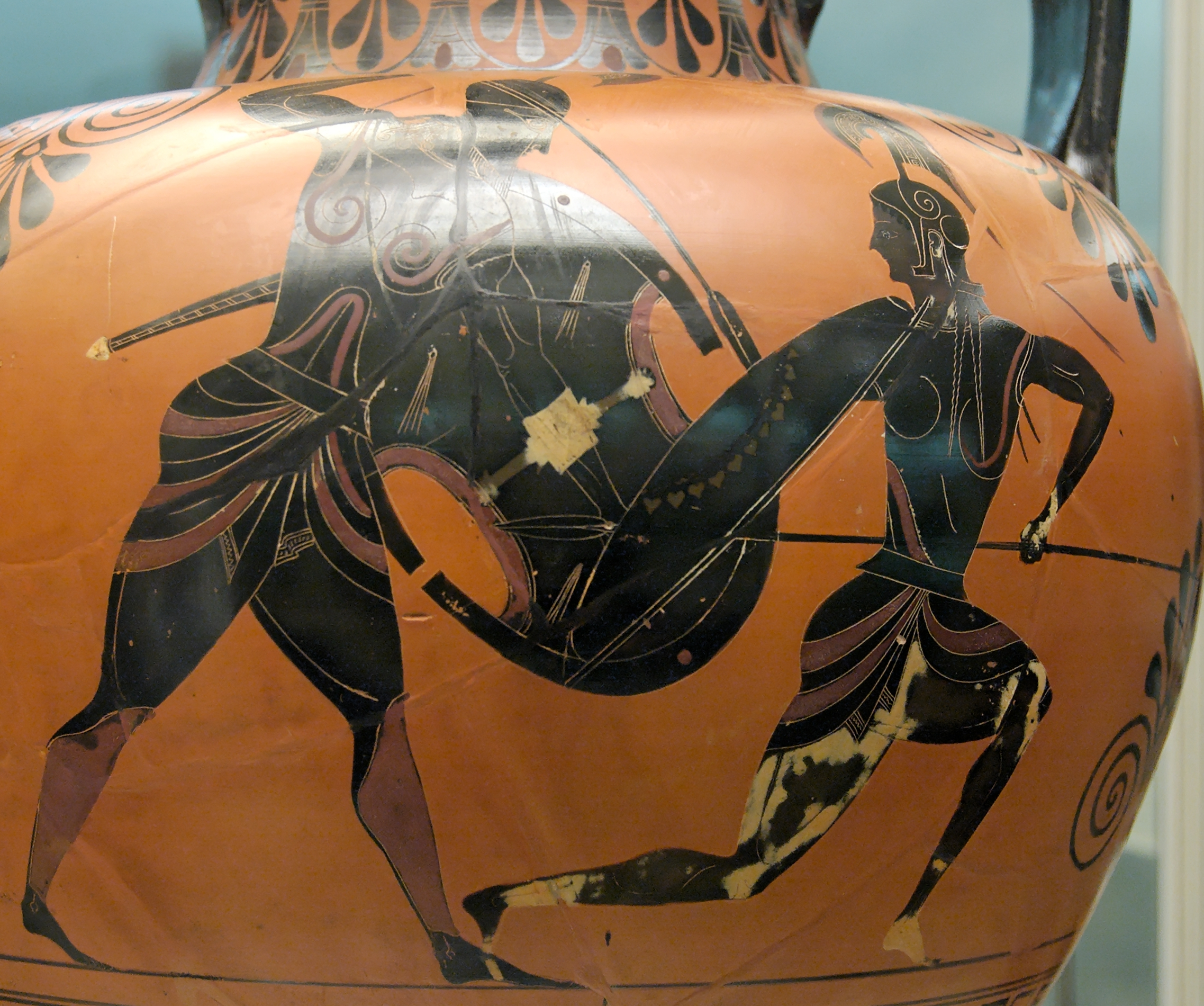
Achilles zabíjí Penthesileiu, Attická černofigurová amfora, 540–530 př. n. l., detail, British museum, Londýn

Amazonomachie bylo v antickém řeckém, helénistickém a římském výtvarném umění znázornění mytologické bitvy mezi Řeky a Amazonkami. Tento podivný kmen ženských válečnic pocházel podle mytologie z krajů severně od Černého moře. Býval znázorňován v boji s Řeky, zejména s řeckými hrdiny Théseem, který zajal a oženil se s jejich královnou Hippolyté (nebo Antiopé) a později Amazonky zahnal z athénské Akropole, s Achillem, který před hradbami Tróje zabil královnu Penthésileiu a s Héraklem.
Pro Řeky symbolizoval boj s Amazonkami vítězství nad barbary, přesto však u nich Amazonky vzbuzovaly pozornost a sympatie.
Konkrétní vyznění se měnilo podle kontextu doby a uměleckého záměru. Například výjev ve výzdobě Parthenónu, který byl postaven po řecko-perských válkách, odkazuje na vítězství Řeků v těchto válkách, konkrétně pak Athéňanů – díky přítomnosti Thésea, legendárního zakladatele Athén, ve výjevu.
Mezi nejvýznamnější stavby, které ve své výzdobě mají tento výjev patří (v chronologickém pořadí):
- Apollonův chrám v Eretrii
- pokladnici Athén v Delfách
- Parthenón v Athénách
- chrám Apollona Pomocníka v Bassai
- Mauzoleum v Halikarnassu

Amazonomachie se stala námětem i pro malířskou výzdobu. Byla ztvárněna například na štítu monumentální sochy Athény Parthenos v Parthenónu (zachováno v římské kopii), a byla námětem i malířské výzdoby stoy na Athénské agoře – odtud Stoa poikilé (malovaná). Námět se objevuje taktéž na antické keramice.